# Temný hvozd
Temný hvozd je obrovská zalesněná plocha nacházející se ve fiktivním světě J.R.R. Tolkiena. Ve třetím věku se jeho nedozírné lesy rozprostíraly po velké části Rhovanionu na východ od řeky Anduiny. Hvozd je nejvíce popsán v Tolkienově knize Hobit aneb cesta tam a zase zpátky.

## Pojmenování
Les byl původně znám jako Velký zelený hvozd. S přibývajícím zlem a příchodem Saurona do Dol Gulduru, byl přejmenován na Temný hvozd a tento název nesl i během Války o Prsten. Po porážce Temného pána byl název změněn na Les zelených listů.

## Geografie
Temný hvozd byl největším zalesněným územím, které na severozápadě Středozemě vydrželo až do počátku Čtvrtého věku. Hvozd se nachází ve srážkovém stínu Mlžných hor. Západní hranice lesa kopírovala Velkou řeku Anduinu až do jejího soutoku se Stříberkou. Na jihu hvozd sousedil s Hnědými zeměmi a na severní okraj shlížely vrcholky pohoří Ered Mithrin. Temným hvozdem protékala Lesní řeka, do níž se vlévala Začarovaná řeka. V jeskyních na severovýchodní straně hvozdu měl vybudované své síně král elfů. Přibližně střed lesa protínala ze západu na východ tzv. Stará cesta hvozdem, která byla spolu se stezkou elfů jedinou relativně bezpečnou cestou přes Temný hvozd ve Třetím věku.

## Role v příběhu
Hvozd vzniknul v dobách dávno před prvním východem Slunce a pod jeho korunami se ve světle hvězd šťastně procházelo mnoho elfů a entů. Po zániku Beleriandu se Thingolův vzdálený příbuzný Oropher spolu s družinou Sindar vydal za Ered Luin. Putovali na východ, až nakonec dorazili do Velkého zeleného hvozdu, kde se na pahorku Amon Lanc usadili. Lesní elfové, kteří byli smíšenými potomky Nandor a Avari, přijali Orophera za svého krále. Ve Válce posledního spojenectví elfů a lidí bojoval Oropher i se svou družinou na straně Gil-galada a Elendila. Avšak většina elfů z Temného hvozdu včetně krále Orophera padla v bitvě na Dagorladu. Po Oropherovi nastoupil na trůn jeho syn Thranduil, který opustil Amon Lanc a přesídlil spolu s přeživšími do hor ležících na severovýchodě hvozdu, kde nechal v jeskyních vybudovat své sídlo. Někdy po roce 1000 T. v. se však na kopci Amon Lanc, který byl přejmenován na Dol Guldur, usadil Sauronův duch, který znovu začal získávat svou moc a podobu. Hvozdem se začaly procházet zlé stvůry, lesy potemněly a začalo v nich být velice nebezpečno a proto byl tehdy přejmenován na Temný hvozd. Čaroděj Gandalf se do Dol Gulduru vypravil, aby zjistil jaké zlo se v něm usídlilo. Temný pán se před čarodějem stáhnul na východ, protože se zatím nechtěl prozradit. V roce 2460 se však do své pevnosti na jihu hvozdu opět navrátil a dál sílil. Znepokojený Gandalf v roce 2850 podzemí Dol Gulduru znovu prozkoumává a odhaluje, navracejícího se Saurona. Při útěku nachází v Sauronových kobkách krále Durinova lidu, Thráina II., který mu před smrtí svěřuje mapu a klíč od Osamělé hory. V roce 2941 je Bílou radou konečně schválen útok proti Dol Gulduru, avšak Sauron je již připraven a svou pevnost rychle opouští, načež se zjevuje v Mordoru, kde se opětovně prohlašuje Pánem světa a znovu buduje svou věž Barad-dûr. Téhož roku prochází Temným hvozdem výprava trpaslíka Thorina Pavézy. Po strádání hladem, žízní a po útoku obrovských pavouků, jsou společníci zajati hlídkami lesních elfů. Odmítnou králi Thranduilovi sdělit cíl své cesty a tak je Thranduil nechává uvrhnout do svého vězení. Díky hobitu Bilbu Pytlíkovi se výpravě podaří ze sídla elfího krále uprchnout. Thranduil poté vyslal svůj lid na pomoc lidem z Jezerního města, jejichž domovy zničil drak Šmak a v čele svého vojska pochodoval až k Osamělé hoře, kde po boku lidí a trpaslíků vyhrál bitvu pěti armád. V roce 3017 je Aragornem v Mrtvých močálech zajat Glum a hraničář jej svěřuje k hlídání lesním elfům. Glumovi se však při útoku skřetů podaří od elfů uprchnout. Se zprávou o Glumově útěku přichází na Elrondovu radu do Roklinky Thranduilův syn Legolas, který je posléze vybrán mezi členy Společenstva prstenu. Ve válce o prsten byli elfové z Temného hvozdu napadeni Sauronovým vojskem z Dol Gulduru, s nímž svedli bitvu pod stromy. Po Sauronově pádu ničí Thranduilovo vojsko spolu s vojskem Lothlórienu Dol Guldur a rozdělují si hvozd, který přejmenují na Les zelených listů.